# Magyary Pál
Magyary Pál (Baja, 1857. június 8. – Temesvár, 1937. január 10.) magyar történész, műfordító, egyházi író.

## Élete és munkássága
Teológiai tanulmányait Temesváron és a bécsi Pázmáneumban végezte. Két éven át a lugosi főgimnáziumban tanított, 1893-tól a temesvári római katolikus papnevelő intézet tanára, majd hosszú ideig rektora. A csanádi püspökség szentszéki tanácsosa, pápai prelátus (1925). Szerkesztette a S. Gerardus Blatt című német folyóiratot, valamint 1929 és 1937 között a havonta kétszer megjelenő Páduai Szent Antal címet viselő vallásos lapot. Számos egyházi és történelmi vonatkozású cikke jelent meg a hitbuzgalmi folyóiratokban és a napilapokban. Fordított Pedro Calderón de la Barca spanyol költő és drámaíró verseiből és színműveiből, gondozásában és előszavával jelent meg 1935-ben az aradi Vasárnap kiadásában Calderón Az állhatatos herceg c. műve Glasz Ferenc fordításában.

## Jelentősebb művei
- Mária-Radna története (Temesvár, 1904);
- A Szentség-imádás története a csanádi egyházmegyében (Temesvár, 1917).